# 何野云墓
何野云墓，位于中国广东省汕头市潮阳区贵屿镇凤港村，现为潮阳区文物保护单位，类型为古墓葬，公布时间为1997年4月9日。
何野云墓的历史年代为明代。傳說此人為蝨母仙。